# Томаш
45°53′ пн. ш. 16°55′ сх. д. / 45.88° пн. ш. 16.91° сх. д.
Томаш (хорв. Tomaš) — населений пункт у Хорватії, в Б'єловарсько-Білогорській жупанії у складі міста Б'єловар.

## Населення
Населення за даними перепису 2011 року становило 241 осіб.
Динаміка чисельності населення поселення: